# Westbury
För andra betydelser, se Westbury (olika betydelser).
Westbury är en stad och en civil parish i Wiltshire distrikt i Storbritannien. Den ligger i grevskapet Wiltshire och riksdelen England, i den södra delen av landet, 150 km väster om huvudstaden London. Orten har 14 709 invånare (2011). Staden nämndes i Domedagsboken (Domesday Book) år 1086, och kallades då Wes(t)berie.